# American Sniper
American Sniper (englisch für ‚Amerikanischer Scharfschütze‘) ist ein US-amerikanisches Biopic-Drama von Clint Eastwood aus dem Jahr 2014. Der Film behandelt die Lebensgeschichte des kurz zuvor getöteten United-States-Navy-SEALs-Scharfschützen Chris Kyle, der mit über 160 bestätigten Tötungen laut US-Verteidigungsministerium der erfolgreichste amerikanische Scharfschütze der Geschichte war.
Die Premiere des Films fand am 11. November 2014 im Rahmen des AFI Festivals in Los Angeles statt. In den US-Kinos lief er am 25. Dezember 2014 an. Filmstart in Deutschland war am 26. Februar 2015.

## Handlung
Irakkrieg: Der Scharfschütze Chris Kyle liegt mit einem US Marine, der ihm Deckung geben soll, in einem Versteck auf einem Dach im zerbombten Falludscha. Die beiden sichern einen Trupp von Soldaten, die Häuser durchsuchen. Kyle beobachtet eine Frau mit einem Jungen. Die Frau gibt dem Jungen eine Granate, mit der er auf die amerikanischen Soldaten zuläuft.
Kyle, als Kind, geht mit seinem Vater jagen und zeigt besondere Fähigkeiten als Schütze. Der Vater führt ein strenges Regiment und schlägt seine Kinder. Er erzieht seine Kinder dazu, sich im Leben zur Wehr zu setzen und die Schwachen zu schützen. Das tut Chris, auch als ein Schläger seinen jüngeren Bruder in der Schule attackiert. In der Kirche stiehlt er eine Bibel, die er von da an fast überallhin mitnimmt. Als junger Mann ist Kyle Profi-Rodeoreiter, bis ihn 1998 die Bombenanschläge auf US-Botschaften in Afrika dazu veranlassen, dem Militär beizutreten. Dort wird er bei den United States Navy SEALs zum Scharfschützen ausgebildet und lernt in einer Bar seine spätere Frau Taya kennen, mit der er zwei Kinder haben wird.
Kurz nach der Hochzeit der beiden wird er erstmals in den Irak geschickt. In Falludscha wird er als Scharfschütze eingesetzt. Hier gibt er auch den ersten tödlichen Schuss ab, und zwar auf den Jungen vom Beginn des Films. Die Mutter rennt zur Leiche ihres Sohnes und wirft die Granate auf die Soldaten. Kyle erschießt auch sie. Bereits nach kurzer Zeit ist er als „die Legende“ bekannt, denn er hat mehr Abschüsse aufzuweisen als alle anderen Scharfschützen der Kompanie zusammen.
Er verbringt insgesamt vier längere Einsatzzeiten im Irak. Zwischen den Einsätzen fügt er sich zu Hause nur oberflächlich in das zivile Leben mit Familie und Freunden ein. Er wird sehr verschlossen. Die Beziehung zu seiner Frau wird zunehmend schwieriger, da sich Kyle in ihren Augen immer mehr verändert und von den Kriegserlebnissen vereinnahmt wird.
Im Irak hat er es sich zu seinem persönlichen Ziel gesetzt, die als der Schlächter bekannte, mutmaßlich rechte Hand des Al-Qaida-Terroristen Abū Musʿab az-Zarqāwī zu jagen. Dabei liefert er sich ein Duell mit Mustafa, dem besten Scharfschützen der irakischen Aufständischen. Um den anderen Scharfschützen auszuschalten, entscheidet sich Kyle bei seinem letzten Irakeinsatz zu einer riskanten Aktion. Das Ziel im Visier, aber umgeben von Feinden und mit der Aussicht, dass die Verstärkung vielleicht zu spät kommt, entscheidet er sich für den Schuss. Mustafa wird getroffen. Der Schuss verrät aber die Position von Kyles Einheit. Nach längerem Feuergefecht gelingt der Einheit im Schutz eines aufgezogenen Sandsturms eine recht chaotische Flucht.
Kyle kehrt in die Vereinigten Staaten zurück, wo es ihm anfangs sehr schwerfällt, ins normale Alltagsleben zurückzufinden. Einem Psychiater erzählt er, er habe keine Probleme mit den Dingen, die er im Dienst getan hat. Ihn belasteten vielmehr die Kameraden, die er nicht hat schützen können. Der Psychiater rät ihm, sich um andere Veteranen zu kümmern. Mit einigen dieser Veteranen geht er auch auf den Schießstand. Bei einer solchen Gelegenheit wird er von einem von ihnen erschossen. Der Film endet mit einer Gedenkveranstaltung für Kyle im Cowboys-Stadion in Dallas.

## Entstehung und Veröffentlichung
Das Drehbuch basiert auf Kyles Autobiografie Sniper: 160 tödliche Treffer – Der beste Scharfschütze des US-Militärs packt aus. Diese Autobiographie war umstritten: Zum einen bezeichnete er die kämpfenden Iraker als „Wilde“ oder „Bestien“ und bereute es, nicht mehr von ihnen getötet zu haben, zum anderen war seine Darstellung in Teilen nachweislich falsch, beispielsweise die Behauptung, dass er in Texas zwei Autodiebe und in New Orleans nach dem Hurrikan Katrina dreißig Plünderer erschossen habe. Allerdings beschreiben sowohl Autobiographie als auch der Film, welche Auswirkungen der Krieg auf den Soldaten und seine Familie haben können.
Kyle selbst wurde zusammen mit einem Freund am 2. Februar 2013 in Texas auf einem Schießplatz von einem Veteranen des Irakkrieges erschossen.
Aus dramaturgischen Gründen wich das Drehbuch teilweise stark von der Autobiographie ab: So war Kyle als Scharfschütze nicht wie die regulären Bodentruppen an Hausdurchsuchungen beteiligt, und auch die Figur des Hauptgegners „Mustafa“ war frei erfunden.
In den Vereinigten Staaten lief der Film am 25. Dezember 2014 in vier Kinos an, um für die Oscar-Preisverleihung im Folgejahr wählbar zu sein; der reguläre Start in den Vereinigten Staaten fand am 16. Januar 2015 statt. Der Filmstart in Deutschland war am 26. Februar 2015.
Der Film kostete etwa 59 Millionen US-Dollar. Mit über 90 Millionen Dollar Einspielergebnis am ersten Wochenende ist der Film in den Vereinigten Staaten äußerst erfolgreich gestartet; dieser Wert stellt die höchste jemals an einem Januar-Wochenende eingespielte Summe dar. Darüber hinaus stellte der Film mit 32 Millionen Dollar das größte je erzielte Einspielergebnis an einem Super-Bowl-Wochenende dar. Zudem ist es Eastwoods und Coopers bislang finanziell erfolgreichster Film. Bis März 2015 spielte American Sniper weltweit rund eine halbe Milliarde Dollar ein. Mit über 337 Millionen Dollar in den USA und Kanada ist er dort außerdem der erfolgreichste Film des Jahres 2014.

## Rezeption

### Öffentliche Wahrnehmung
American Sniper gilt als einer der kontroversesten Hollywoodfilme seiner Zeit und löste in den Vereinigten Staaten eine emotionale Debatte aus. In seiner Heimat Texas wurde Kyle als Kriegsheld und nach seiner Erschießung durch den kriegstraumatisierten Veteranen Eddie Routh 2013 als Märtyrer gefeiert und unter großer öffentlicher Anteilnahme beerdigt. Der texanische Gouverneur Greg Abbott ließ den Todestag als „Chris-Kyle-Tag“ ausrufen. Bekannte Republikaner wie Newt Gingrich oder Sarah Palin empfahlen den Film als patriotisches Meisterwerk. Selbst die pazifistische Schauspielerin Jane Fonda sieht ihn als würdigen Erben für ihren Antikriegsfilm Coming Home. Hingegen verkörpert der Film für den Fernsehmoderator Bill Maher den „amerikanischen Faschismus“. Das Arabisch-Amerikanische Antidiskriminierungskomitee (American-Arab Anti-Discrimination Committee) äußerte, dass nach der Veröffentlichung Angriffe auf Araber und Muslime zugenommen hätten. Zusammen mit weiteren Stimmen wird Eastwood vorgeworfen, geschichtsrevisionistisch den Irakkrieg als Reaktion auf die Terroranschläge des 11. September 2001 darzustellen. Der Film blende aus, dass die US-Regierung den Irakkrieg durch die vermeintliche Bedrohung durch irakische Massenvernichtungswaffen legitimierte, nicht mit den Terroranschlägen in New York. Chris Hedges warf dem Film vor, dem Waffenkult Vorschub zu leisten und einen blinden Militarismus zu propagieren. Noam Chomsky warf die Frage auf, was die Verehrung eines kaltblütigen Killers mittels eines Kinofilms über das amerikanische Volk aussage.
Aus den Filmkritiken wird erkennbar, dass eine klare Grenze zwischen Kriegsfilm und Antikriegsfilm bislang nicht gezogen werden kann. Das Magazin The New Yorker nannte ihn einen bestürzenden Pro-Kriegsfilm und einen bestürzenden Anti-Kriegsfilm. Dass der Film trotz des in Hollywood eher gemiedenen Themas Irakkrieg einen so großen Erfolg hat, könnte nach Ansicht von Susan Vahabzadeh (SZ) daran liegen, dass dieser Krieg langsam Geschichte werde und somit aus der Retrospektive behandelt werden könne und nun die Amerikaner in dem Film etwas sähen, hinter dem sie sich versammeln könnten. Andrea Köhler attestierte dem Film in der NZZ, dass er in der „Kampf gegen den Terror“ genannten offenen Wunde bohre, welche das Land seit Jahren spalte und nun für die einen den Heroismus der US-Truppen repräsentiere, während er für die anderen als reines Propaganda-Machwerk gelte. Gleichzeitig lenke der Film aber auch das Augenmerk darauf, dass sich in den Vereinigten Staaten jeden Tag 22 Kriegsveteranen, die vom US Department of Veteran Affairs nicht angemessen betreut werden könnten, das Leben nähmen.

### Eastwoods Reaktion
Eastwood wehrte sich heftig gegen Vorwürfe, der Film befürworte den Krieg gegen den Terror und mache Wahlkampf für die Republikanische Partei. American Sniper zeige, was der Krieg aus einem Menschen mache, und verfolge die stärkste Antikriegsaussage überhaupt. Zudem wolle er ihn auch nicht als Rechtfertigung für den Einmarsch in den Irak verstanden wissen, da er von Anfang an gegen den Irakkrieg gewesen sei.

### Kritiken
American Sniper erhielt ein gutes Presseecho, was sich auch in den Auswertungen US-amerikanischer Aggregatoren widerspiegelt. So erfasst Rotten Tomatoes überwiegend positive Besprechungen und ordnet den Film dementsprechend als „Zertifiziert Frisch“ ein. Laut Metacritic fallen die Bewertungen im Mittel „Grundsätzlich Wohlwollend“ aus. Und US-Kinobesucher vergaben sogar einen seltenen CinemaScore von A+ entsprechend der deutschen Schulnote 1+.

„Kriegsfilm? Antikriegsfilm? Es ist bezeichnend, dass Sniper Raum lässt für beide Deutungen. Er erzählt eine ‚wahre Geschichte‘, aber nur so wahr, wie sie ins patriotische Drehbuch passt. Vielmehr ist Sniper die fiktionalisierte Version einer fiktionalisierten Version einer Realität, die auch ohne diese doppelte Zuspitzung traurig genug wäre.“

„Es ist, was es ist: ein unkritischer Kriegsfilm mit einer Heldenstory, die vergleichsweise wenig berührt.“

„Eastwood entwirft ein einseitiges Bild des Krieges, das man allenfalls damit entschuldigen kann, das[s] man behauptet, der Regisseur wolle die Binnensicht seiner Figur wiedergeben: Bis zum Ende des Films ist kein einziger normaler irakischer Zivilist zu sehen. […] Propaganda, darunter versteht man Überredung statt Überzeugung. […] In diesem Sinne ist American Sniper das Schulbeispiel eines Propagandafilms.“

„Es [– ein ‚vielköpfiges Ambivalenzmonster‘ –] ist, das offenbaren dann schon die ersten Minuten im Kino, ein schlankes, ziemlich agiles Biest. Clint Eastwood, der Regisseur, hat es handwerklich sauber und ziemlich spannend gestaltet. Inhaltlich ist es voll cleverem Understatement, geschickter Entscheidungen und heimlicher Tücke, mit ein paar schmutzigen Ideologiebomben am Wegesrand.“

„Dramaturgisch, technisch und darstellerisch perfekt inszenierter patriotischer US-Kriegsfilm, der körperliche und seelische Verwundungen zwar nicht ausspart, diese aber in den lautstarken Kampfszenen im Kopf des Schützen untergehen lässt. Auf eine politische oder moralische Hinterfragung seines Tuns wie der Irak-Kriege generell lässt sich das propagandistische Drama nicht ein.“

„Und obwohl Eastwood in seiner Erzählung die Kriegsanstrengungen selbst nicht hinterfragt, zeigt er jedoch klar auf, was der Krieg mit Menschen macht, wie er sie verändert und wie schwierig es ist, von der Front nach Hause zu kommen. Denn den Krieg nimmt jeder Soldat in seinem Kopf mit. Mit American Sniper ist Clint Eastwood ein fesselnder und meisterlich fotografierter Film über den Krieg gelungen, der nicht dafür und nicht dagegen ist. Sondern eindrucksvoll davon erzählt.“

### Auszeichnungen
National Board of Review
- Auszeichnung als einer der Top-Ten-Filme
- Auszeichnung in der Kategorie Beste Regie für Clint Eastwood

Satellite Award
- Nominierung in der Kategorie Bestes adaptiertes Drehbuch für Jason Hall
- Nominierung in der Kategorie Bester Filmschnitt für Joel Cox & Gary D. Roach

Critics’ Choice Movie Awards 2015
- Auszeichnung in der Kategorie „Bester Schauspieler in einem Actionfilm“ an Bradley Cooper
- Nominierung in der Kategorie „Bester Actionfilm“

Oscar 2015
- Nominierung in der Kategorie Bester Film
- Nominierung in der Kategorie Bester Hauptdarsteller für Bradley Cooper
- Nominierung in der Kategorie Bestes adaptiertes Drehbuch für Jason Hall
- Nominierung in der Kategorie Bester Schnitt für Joel Cox und Gary D. Roach
- Nominierung in der Kategorie Bester Ton für John Reitz, Gregg Rudloff und Walt Martin
- Auszeichnung in der Kategorie Bester Tonschnitt für Alan Robert Murray und Bub Asman

MPSE Golden Reel Awards
- Auszeichnung in der Kategorie „Best Sound Editing – Sound Effects and Foley in an English Language Feature“

Bogey
- 2015: Bogey für einen Schnitt von mehr als 1000 Zuschauern pro Kopie am Startwochenende[33]